# Vadsø
Vadsø (Čáhcesuolu, in sami. Vesisaari, in finlandese) è un comune e una città della Norvegia settentrionale situata nella contea di Finnmark e di cui ospita il Fylkesmann ("governatore della contea"). Ha ricevuto lo status di città nel 1833.

## Geografia fisica
Il comune è situato sulla parte meridionale della penisola di Varanger all'estremità nordorientale del paese nei pressi di Kirkenes. Il centro urbano di Vadsø si affaccia sul Varangerfjord e si sviluppa in parte sull'isola di Vadsøya e in parte sulla terraferma. 
La gran parte degli insediamenti si trova lungo la costa; il secondo centro abitato per numero di abitanti è Vestre Jakobselv con circa 500 abitanti.
La parte settentrionale e più montuosa del territorio comunale è compresa nel parco nazionale Varangerhalvøya.

## Storia
Nel XVI secolo Vadsø era solamente un villaggio di pescatori ed era situata sull'isoletta di Vadsøya separata dalla terraferma da uno stretto largo circa 750 m. Il centro si trasferì poi sulla terraferma. Nella seconda metà del XIX secolo cominciò l'immigrazione dalla Finlandia. Presto il finlandese diventò la lingua più diffusa, e restò così per molti decenni. Oggigiorno il finlandese è ancora parlato da alcune famiglie e viene insegnato nelle scuole. 
Durante la seconda guerra mondiale Vadsø soffrì di molti raid aerei dall'Unione Sovietica ma, al contrario della maggior parte della contea, la città non venne rasa al suolo e conserva ancora il suo centro storico in legno. Sull'isola di Vadsøya è visibile la ricostruzione del pilone di attracco usato da Umberto Nobile e Roald Amundsen per la loro spedizione al polo nord con il dirigibile Norge nel 1926, e usato di nuovo da Nobile con il dirigibile Italia nel 1928.

## Economia
L'attività economica principale è la pesca.

## Monumenti ed attrazioni
A Vadsø si trova dal 1971 il Vadsø Museum - Ruija Kven Museum in cui sono esposte testimonianze delle culture norvegesi, finlandesi, sami e russe. Il museo comprende diverse fattorie storiche e un'antica panetteria. 
Ad Ytrebyen si trova un'antica fattoria finlandese, nell'allestimento viene illustrata la storia dell'immigrazione finlandese nella regione. 

## Infrastrutture e trasporti
Vadsø è uno dei porti dove fanno tappa le navi Hurtigruten. Vi è anche un aeroporto, situato nel villaggio di Kiby a est della città. La città inoltre è toccata dalla strada europea E75, terminante nel vicino villaggio di Vardø.

## Galleria d'immagini

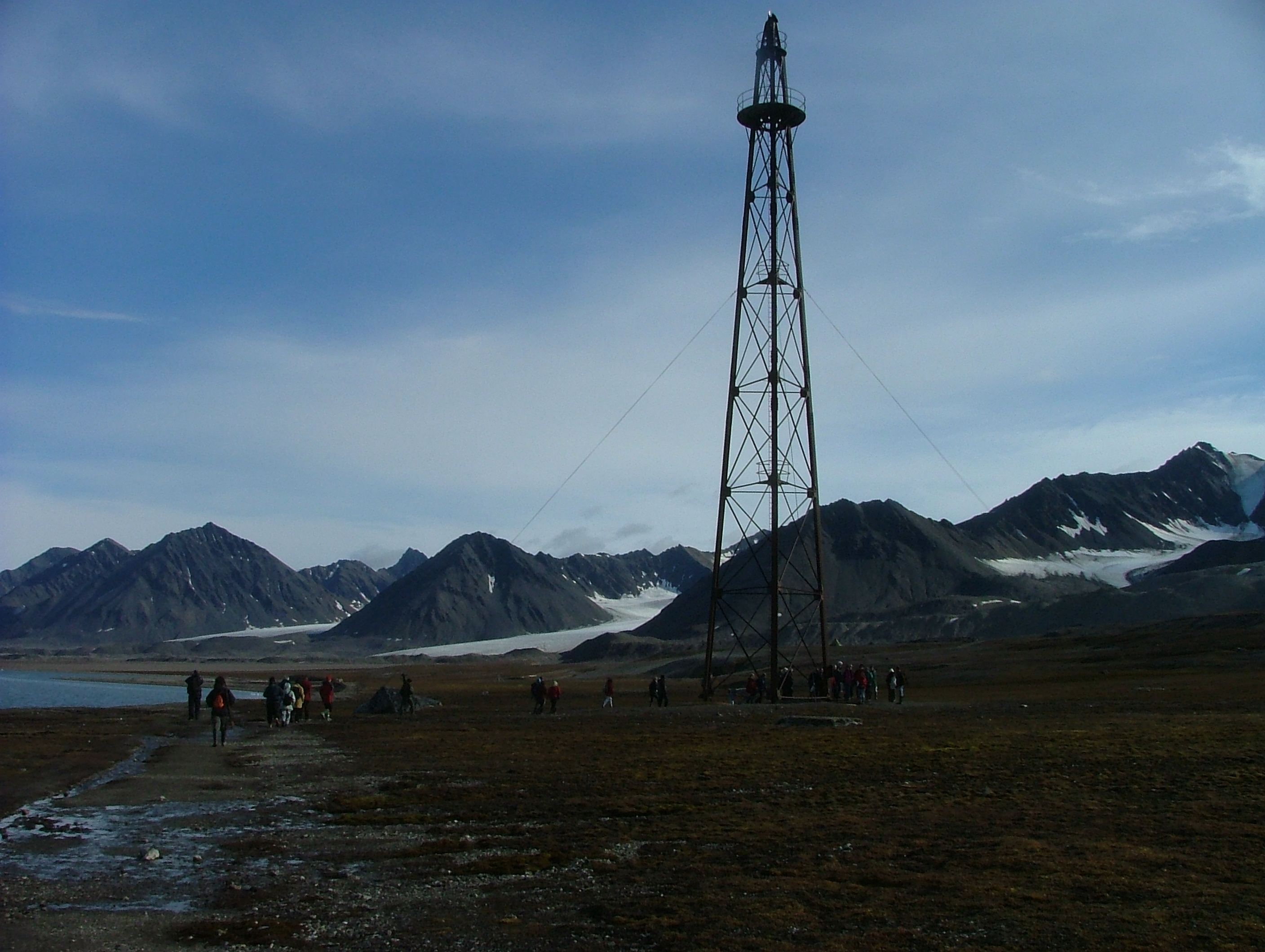
Il pilone di attracco per dirigibili a Vadsø
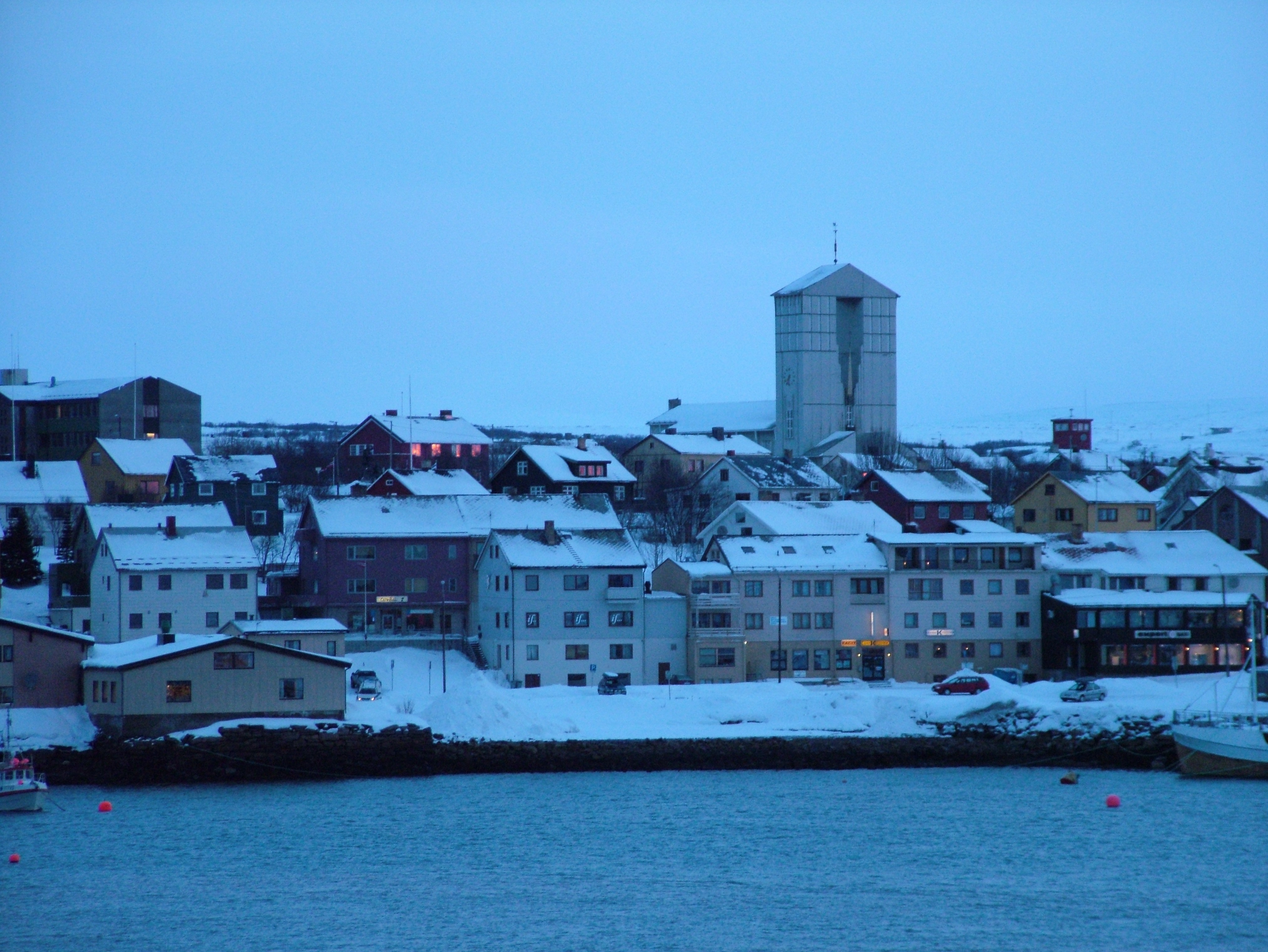
Vadsø in inverno
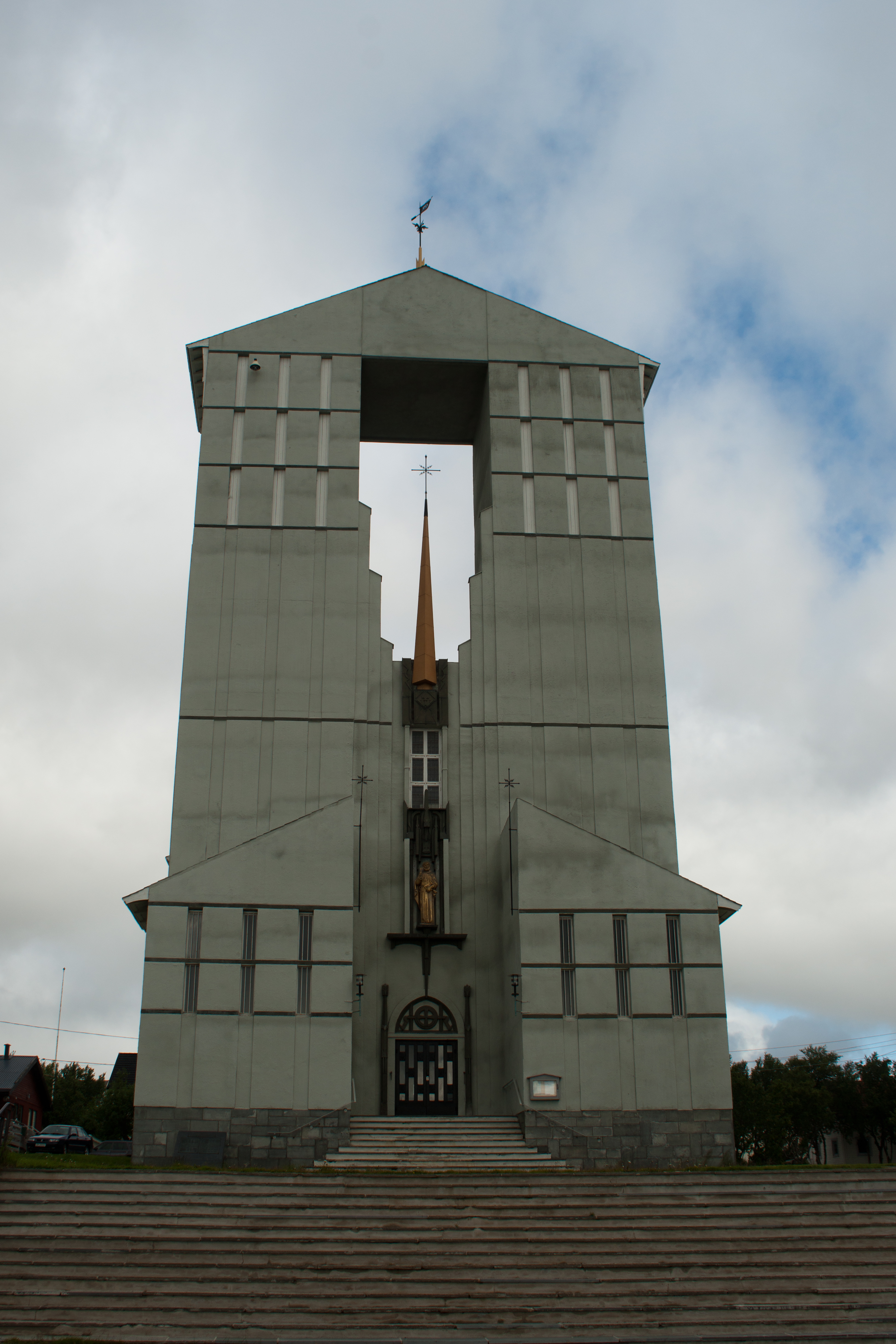
La chiesa
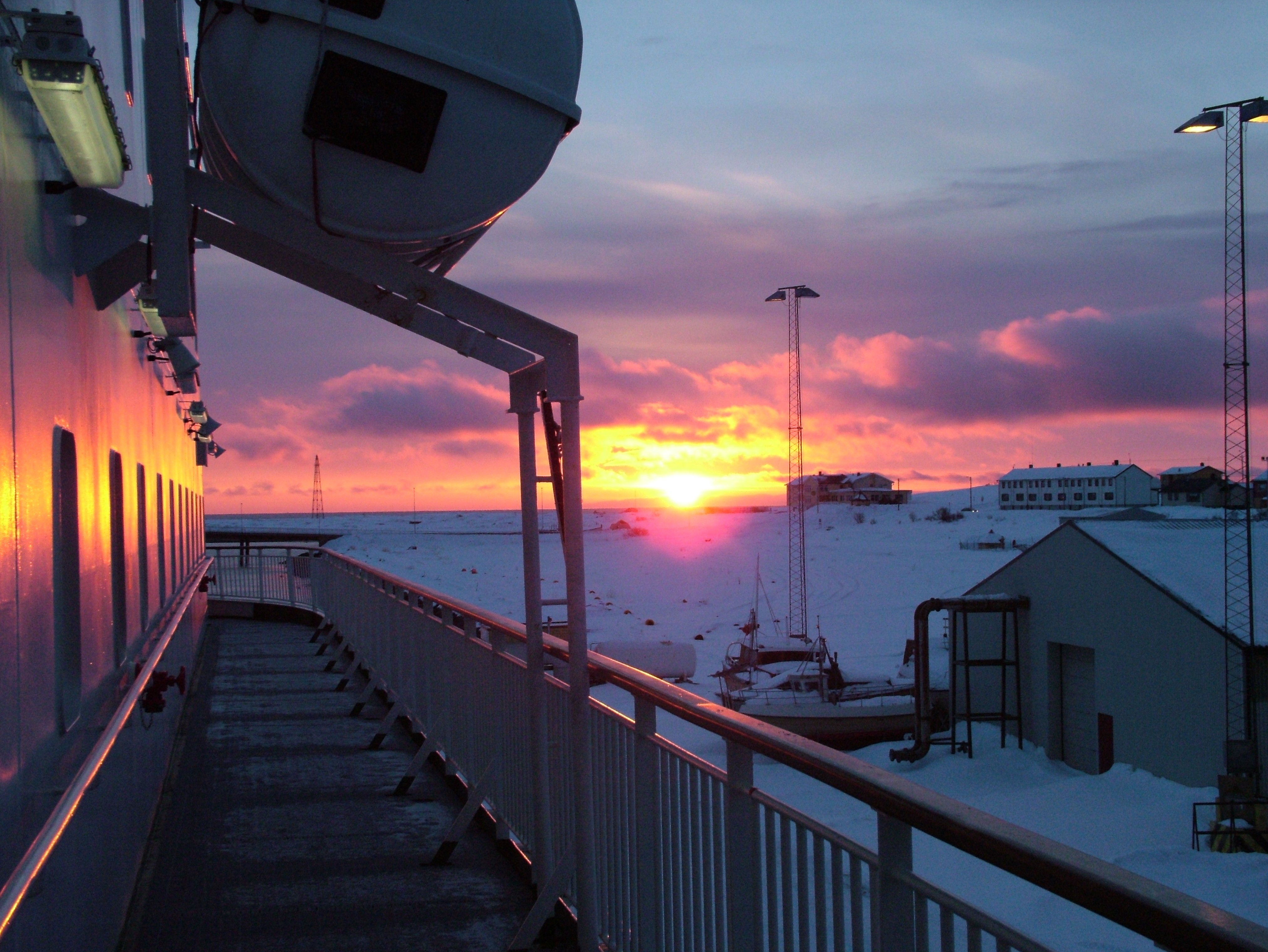
Vista invernale dalla nave